# مطثية لافالية
مطثية لافالية (الاسم العلمي:Clostridium lavalense) هي نوع من البكتيريا يتبع جنس المطثية من الفصيلة المطثاوية.
سمي هذا النوع نسبةً إلى جامعة لافال، كيبيك، كندا.